# Youngszella pseudomarginella
Youngszella pseudomarginella är en insektsart som först beskrevs av Caldwell 1952.  Youngszella pseudomarginella ingår i släktet Youngszella och familjen dvärgstritar. Inga underarter finns listade i Catalogue of Life.